# Liste der Mitglieder der 14. Knesset
Dies ist eine Liste der Mitglieder der 14. Knesset.
Die 120 Abgeordneten wurden am 29. Mai 1996 gewählt. Die Legislaturperiode der 14. Knesset ging vom 17. Juni 1996 bis zum 7. Juni 1999. Ihr Sprecher war Dan Tichon, seine Stellvertreter waren Shmaryahu Ben-Tsur (Nationalreligiöse Partei), Haim Dayan, Raphael Edery, Yehuda Lancry, Nawaf Massalcha, Mosche Peled, Walid Sadik, Saleh Saleem, Me'ir Sheetrit, David Tal und Shevah Weiss.

## Sitzverteilung nach Parteien
- Awoda: 34
- Likud-Gesher-Tzomet: 32
- Schas: 10
- Nationalreligiöse Partei: 9
- Meretz: 9
- Jisra’el ba-Alija: 7
- Chadasch-Balad: 5
- Vereinigtes Thora-Judentum: 4
- HaDerech HaSchlischit: 4
- Miflaga Demokratit Aravit-Vereinigte Arabische Liste (Mada-Ra'am): 4
- Moledet: 2

## Mitglieder der 14. Knesset
| Partei                     | MK                    | Anmerkungen |
| -------------------------- | --------------------- | --- |
| Awoda                      | Adisu Massala         | verließ die Partei, um Am Echad zu gründen                                                                       |
| Awoda                      | Amir Peretz           | verließ die Partei, um Am Echad zu gründen                                                                       |
| Awoda                      | Avraham Schochat      | |
| Awoda                      | Avraham Jechesk’el    | |
| Awoda                      | Benjamin Ben Eliezer  | |
| Awoda                      | Dalia Itzik           | |
| Awoda                      | David Libai           | ersetzt durch Eitan Cabel am 15. Oktober 1996                                                                    |
| Awoda                      | Efi Oshaya            | |
| Awoda                      | Efraim Sneh           | |
| Awoda                      | Ehud Barak            | |
| Awoda                      | Eli Ben-Menachem      | |
| Awoda                      | Eli Goldschmidt       | |
| Awoda                      | Hagai Meirom          | verließ die Partei, um Mifleget ha-Merkas zu gründen                                                             |
| Awoda                      | Chaim Ramon           | |
| Awoda                      | Micha Goldman         | |
| Awoda                      | Mosche Schachal       | ersetzt durch Rafik Haj Yahia am 20. März 1998                                                                   |
| Awoda                      | Nawaf Massalcha       | |
| Awoda                      | Nissim Zvili          | verließ die Partei, um Mifleget ha-Merkas zu gründen                                                             |
| Awoda                      | Ophir Pines-Paz       | |
| Awoda                      | Ori Orr               | |
| Awoda                      | Ra’anan Cohen         | |
| Awoda                      | Raphael Edery         | |
| Awoda                      | Rafi Elul             | |
| Awoda                      | Salach Tarif          | |
| Awoda                      | Schalom Simchon       | |
| Awoda                      | Schewach Weiss        | |
| Awoda                      | Shimon Peres          | |
| Awoda                      | Schlomo Ben Ami       | |
| Awoda                      | Sofa Landver          | |
| Awoda                      | Uzi Baram             | |
| Awoda                      | Jael Dajan            | |
| Awoda                      | Jona Jahaw            | |
| Awoda                      | Jossi Beilin          | |
| Awoda                      | Yossi Katz            | |
| Likud-Gescher-Tzomet       | Ariel Sharon          | als sich die Allianz teilte, ging er zu Likud                                                                    |
| Likud-Gescher-Tzomet       | Avraham Hirschson     | als sich die Allianz teilte, ging er zu Likud                                                                    |
| Likud-Gescher-Tzomet       | Benjamin Netanjahu    | als sich die Allianz teilte, ging er zu Likud                                                                    |
| Likud-Gescher-Tzomet       | Benny Begin           | verließ die Partei, um Herut – HaTnu'a HaLeumit zu gründen                                                       |
| Likud-Gescher-Tzomet       | Dan Meridor           | verließ die Partei, um Mifleget ha-Merkas zu gründen                                                             |
| Likud-Gescher-Tzomet       | Dan Tichon            | als sich die Allianz teilte, ging er zu Likud                                                                    |
| Likud-Gescher-Tzomet       | David Levy            | als sich die Allianz teilte, ging er zu Gescher                                                                  |
| Likud-Gescher-Tzomet       | David Magen           | verließ die Partei, um Mifleget ha-Merkas zu gründen                                                             |
| Likud-Gescher-Tzomet       | David Re’em           | verließ die Partei, um Herut – HaTnu'a HaLeumit zu gründen                                                       |
| Likud-Gescher-Tzomet       | Ehud Olmert           | ersetzt durch Israel Katz am 18. November 1998                                                                   |
| Likud-Gescher-Tzomet       | Eliahu Ben-Elissar    | ersetzt durch Reuven Rivlin am 1. September 1996                                                                 |
| Likud-Gescher-Tzomet       | Eli’ezer Sandberg     | verließ die Partei, um Mifleget ha-Merkas zu gründen, vor der Gründung von HaTzeirim und dem Beitritt zu Schinui |
| Likud-Gescher-Tzomet       | Gideon Ezra           | als sich die Allianz teilte, ging er zu Likud                                                                    |
| Likud-Gescher-Tzomet       | Haim Dayan            | als sich die Allianz teilte, ging er zu Tzomet                                                                   |
| Likud-Gescher-Tzomet       | Joschua Maza          | als sich die Allianz teilte, ging er zu Likud                                                                    |
| Likud-Gescher-Tzomet       | Limor Livnat          | als sich die Allianz teilte, ging er zu Likud                                                                    |
| Likud-Gescher-Tzomet       | Maxim Levy            | als sich die Allianz teilte, ging er zu Gescher                                                                  |
| Likud-Gescher-Tzomet       | Meir Shitrit          | als sich die Allianz teilte, ging er zu Likud                                                                    |
| Likud-Gescher-Tzomet       | Michael Eitan         | als sich die Allianz teilte, ging er zu Likud                                                                    |
| Likud-Gescher-Tzomet       | Michael Kleiner       | verließ die Partei, um Herut – HaTnu'a HaLeumit zu gründen                                                       |
| Likud-Gescher-Tzomet       | Moshe Katsav          | als sich die Allianz teilte, ging er zu Likud                                                                    |
| Likud-Gescher-Tzomet       | Mosche Peled          | als sich die Allianz teilte, ging er zu Tzomet, vor der Gründung von Mekhora und dem Beitritt zu Moledet         |
| Likud-Gescher-Tzomet       | Naomi Blumenthal      | als sich die Allianz teilte, ging er zu Likud                                                                    |
| Likud-Gescher-Tzomet       | Pini Badash           | ersetzt durch Doron Shmueli am 30. November 1998                                                                 |
| Likud-Gescher-Tzomet       | Rafael Eitan          | als sich die Allianz teilte, ging er zu Tzomet                                                                   |
| Likud-Gescher-Tzomet       | Shaul Amor            | als sich die Allianz teilte, ging er zu Likud                                                                    |
| Likud-Gescher-Tzomet       | Silvan Schalom        | als sich die Allianz teilte, ging er zu Likud                                                                    |
| Likud-Gescher-Tzomet       | Tzachi Hanegbi        | als sich die Allianz teilte, ging er zu Likud                                                                    |
| Likud-Gescher-Tzomet       | Uzi Landau            | als sich die Allianz teilte, ging er zu Likud                                                                    |
| Likud-Gescher-Tzomet       | Yehuda Lancry         | als sich die Allianz teilte, ging er zu Gescher                                                                  |
| Likud-Gescher-Tzomet       | Jitzchak Mordechai    | verließ die Partei, um Mifleget ha-Merkas zu gründen                                                             |
| Likud-Gescher-Tzomet       | Se’ev Boim            | als sich die Allianz teilte, ging er zu Likud                                                                    |
| Schas                      | Arje Deri             | |
| Schas                      | Arje Gamli’el         | |
| Schas                      | David Azulai          | |
| Schas                      | David Tal             | |
| Schas                      | Eli Jischai           | |
| Schas                      | Nissim Dahan          | |
| Schas                      | Rafael Pinchasi       | |
| Schas                      | Schlomo Benisri       | |
| Schas                      | Jitzchak Kohen        | |
| Schas                      | Yitzhak Vaknin        | |
| Nationalreligiöse Partei   | Awner-Chai Schaki     | |
| Nationalreligiöse Partei   | Avraham Stern         | ersetzt durch Nissan Slomiansky am 12. Mai 1997                                                                  |
| Nationalreligiöse Partei   | Chanan Porat          | verließ die Partei, um Tkuma zu gründen                                                                          |
| Nationalreligiöse Partei   | Shaul Yahalom         | |
| Nationalreligiöse Partei   | Shmaryahu Ben-Tzur    | |
| Nationalreligiöse Partei   | Yigal Bibi            | |
| Nationalreligiöse Partei   | Jitzchak Levy         | |
| Nationalreligiöse Partei   | Sebulon Hammer        | ersetzt durch Eliyahu Gabai am 20. Januar 1998                                                                   |
| Nationalreligiöse Partei   | Zvi Hendel            | verließ die Partei, um Tkuma zu gründen                                                                          |
| Meretz                     | Amnon Rubinstein      | |
| Meretz                     | Anat Maor             | |
| Meretz                     | Avraham Poraz         | verließ die Partei, um Schinui als eigenständige Fraktion wiederherzustellen                                     |
| Meretz                     | David Zucker          | verließ die Partei, um ein Unabhängiger zu werden                                                                |
| Meretz                     | Chaim Oron            | |
| Meretz                     | Naomi Chazan          | |
| Meretz                     | Ran Cohen             | |
| Meretz                     | Walid Chaddsch Jachja | |
| Meretz                     | Jossi Sarid           | |
| Jisra’el ba-Alija          | Marina Solodkin       | |
| Jisra’el ba-Alija          | Michael Nudelman      | verließ die Partei, um Aliyah zu gründen                                                                         |
| Jisra’el ba-Alija          | Natan Scharanski      | |
| Jisra’el ba-Alija          | Roman Bronfman        | |
| Jisra’el ba-Alija          | Juli-Joel Edelstein   | |
| Jisra’el ba-Alija          | Yuri Stern            | verließ die Partei, um Aliyah zu gründen                                                                         |
| Jisra’el ba-Alija          | Zvi Weinberg          | |
| Chadasch-Balad             | Ahmad Saʿd            | als sich die Allianz teilte, ging er zu Chadasch                                                                 |
| Chadasch-Balad             | Azmi Bischara         | als sich die Allianz teilte, ging er zu Balad                                                                    |
| Chadasch-Balad             | Hashem Mahameed       | als sich die Allianz teilte, ging er zu Balad                                                                    |
| Chadasch-Balad             | Saleh Saleem          | als sich die Allianz teilte, ging er zu Chadasch                                                                 |
| Chadasch-Balad             | Tamar Gozansky        | als sich die Allianz teilte, ging er zu Chadasch                                                                 |
| Vereinigtes Thora-Judentum | Avraham Ravitz        | als sich die Allianz teilte, ging er zu Degel haTora                                                             |
| Vereinigtes Thora-Judentum | Meir Porush           | als sich die Allianz teilte, ging er zu Agudat Jisra’el                                                          |
| Vereinigtes Thora-Judentum | Mosche Gafni          | ersetzt durch Avraham Leizerson am 23. Oktober 1998                                                              |
| Vereinigtes Thora-Judentum | Shmuel Halpert        | als sich die Allianz teilte, ging er zu Agudat Jisra’el                                                          |
| HaDerech HaSchlischit      | Alexander Lubotzky    | |
| HaDerech HaSchlischit      | Avigdor Kahalani      | |
| HaDerech HaSchlischit      | Emanuel Zisman        | verließ die Partei, um ein Unabhängiger zu werden                                                                |
| HaDerech HaSchlischit      | Yehuda Harel          | |
| Mada-Ra'am                 | Abdulmalik Dehamshe   | |
| Mada-Ra'am                 | Abdulwahab Darawshe   | |
| Mada-Ra'am                 | Taleb el-Sana         | |
| Mada-Ra'am                 | Tawfik Khatib         | |
| Moledet                    | Benjamin Elon         | |
| Moledet                    | Rehavam Ze'evi        | |

### Umbesetzungen
| MK                | ersetzt            | Datum             | Partei                     | Anmerkungen                                             |
| ----------------- | ------------------ | ----------------- | -------------------------- | ------------------------------------------------------- |
| Reuven Rivlin     | Eliahu Ben-Elissar | 1. September 1996 | Likud-Gescher-Tzomet       | als sich die Allianz teilte, ging er zu Likud           |
| Eitan Cabel       | David Libai        | 15. Oktober 1996  | Avoda                      |                                                         |
| Nissan Slomiansky | Avraham Stern      | 12. Mai 1997      | Nationalreligiöse Partei   |                                                         |
| Eliyahu Gabai     | Sebulon Hammer     | 20. Januar 1998   | Nationalreligiöse Partei   |                                                         |
| Rafik Haj Yahia   | Mosche Schachal    | 20. März 1998     | Avoda                      | verließ die Partei, um Am Echad zu gründen              |
| Avraham Leizerson | Mosche Gafni       | 23. Oktober 1998  | Vereinigtes Thora-Judentum | als sich die Allianz teilte, ging er zu Agudat Jisra’el |
| Israel Katz       | Ehud Olmert        | 18. November 1998 | Likud-Gescher-Tzomet       | als sich die Allianz teilte, ging er zu Likud           |
| Doron Shmueli     | Pini Badash        | 30. November 1998 | Likud-Gescher-Tzomet       | als sich die Allianz teilte, ging er zu Likud           |